# Avispa
El término avispa se aplica de diversas maneras a distintos taxones de insectos del orden Hymenoptera. La definición más extensa es la que considera avispa a todo himenóptero no clasificado como hormiga o abeja. Más estricta es la definición de la RAE, según la cual «avispa» es el insecto himenóptero de tamaño moderado (1-1,5 cm para la mayoría, pero de hasta 5 cm en el caso del avispón gigante de Asia Vespa mandarinia), de color amarillo con bandas negras, dotado de aguijón venenoso y que vive en sociedad. La alusión al comportamiento social puede hacer esta definición excesivamente limitada respecto al uso común del término, ya que usualmente se emplea basándose únicamente en la apariencia y sin distinguir el comportamiento social. La definición taxonómicamente más ajustada se refiere a los insectos de la familia Vespidae.
Términos derivados usualmente empleados son «avispilla» y «avispón». El primero se emplea para los himenópteros de pequeño tamaño (excluidas las hormigas), mientras que el segundo se aplica a los de gran tamaño (principalmente al género Vespa, y más concretamente a Vespa crabro). También puede aplicarse al género Vespula.
Las avispas aparecieron por primera vez en el registro fósil en el Jurásico, y se diversificaron en muchas superfamilias supervivientes en el Cretácico. Son un grupo de insectos exitoso y diverso con decenas de miles de especies descritas; las avispas se han extendido a todas las partes del mundo excepto a las regiones polares. La avispa social más grande es el avispón gigante asiático, de hasta 5 centímetros (2 plg) de longitud; entre las avispas solitarias más grandes se encuentra un grupo de especies conocidas como halcón tarántulas, junto con el escólex gigante de Indonesia (Megascolia procer). Las avispas más pequeñas son avispas parasitoides solitarias de la familia Mymaridae, entre ellas el insecto más pequeño conocido del mundo, con una longitud corporal de sólo 0,139 milímetros (0 plg), y el insecto volador más pequeño conocido, de sólo 0,15 milímetros (0 plg) de longitud.
Las avispas han aparecido en la literatura desde la Época clásica, como el coro epónimo de ancianos en Aristófanes 422 a. C. Las avispas, y en la ciencia ficción de la novela de H. G. Wells de 1904 El alimento de los dioses y cómo llegó a la Tierra, en la que aparecen avispas gigantes con aguijones de cinco centímetros de largo. El nombre 'Avispa' se ha utilizado para muchos buques de guerra y otros equipos militares.

## Taxonomía
Los himenópteros constituyen uno de los órdenes más numerosos de insectos, con unas doscientas mil especies. Además de las avispas, este orden comprende a las abejas, abejorros y hormigas, entre otros. El nombre proviene de sus alas membranosas (del griego υμεν hymen, "membrana" y πτερος pteros, "ala"). 
Se dividen en dos subórdenes: Symphyta y Apocrita.
El suborden Apocrita incluye a las avispas más clásicas, abejas, y hormigas. Se divide tradicionalmente en dos infraórdenes, Aculeata y Parasitica. El suborden Symphyta, más primitivo, también incluye numerosas especies cuyo nombre común incluye el término avispa (fam. Orussidae, Siricidae, etc.)
Los miembros de Aculeata tienen el ovipositor de las hembras transformado en un aguijón, es decir que el órgano cuya función original era la de poner huevos ha sido modificado en un órgano con el cual pueden picar para inyectar veneno. Este suborden se divide en varias superfamilias entre las que se pueden destacar Vespoidea y Apoidea. Dentro de Vespoidea se incluye la familia Vespidae, que representa una larga y diversa familia de avispas cosmopolitas.

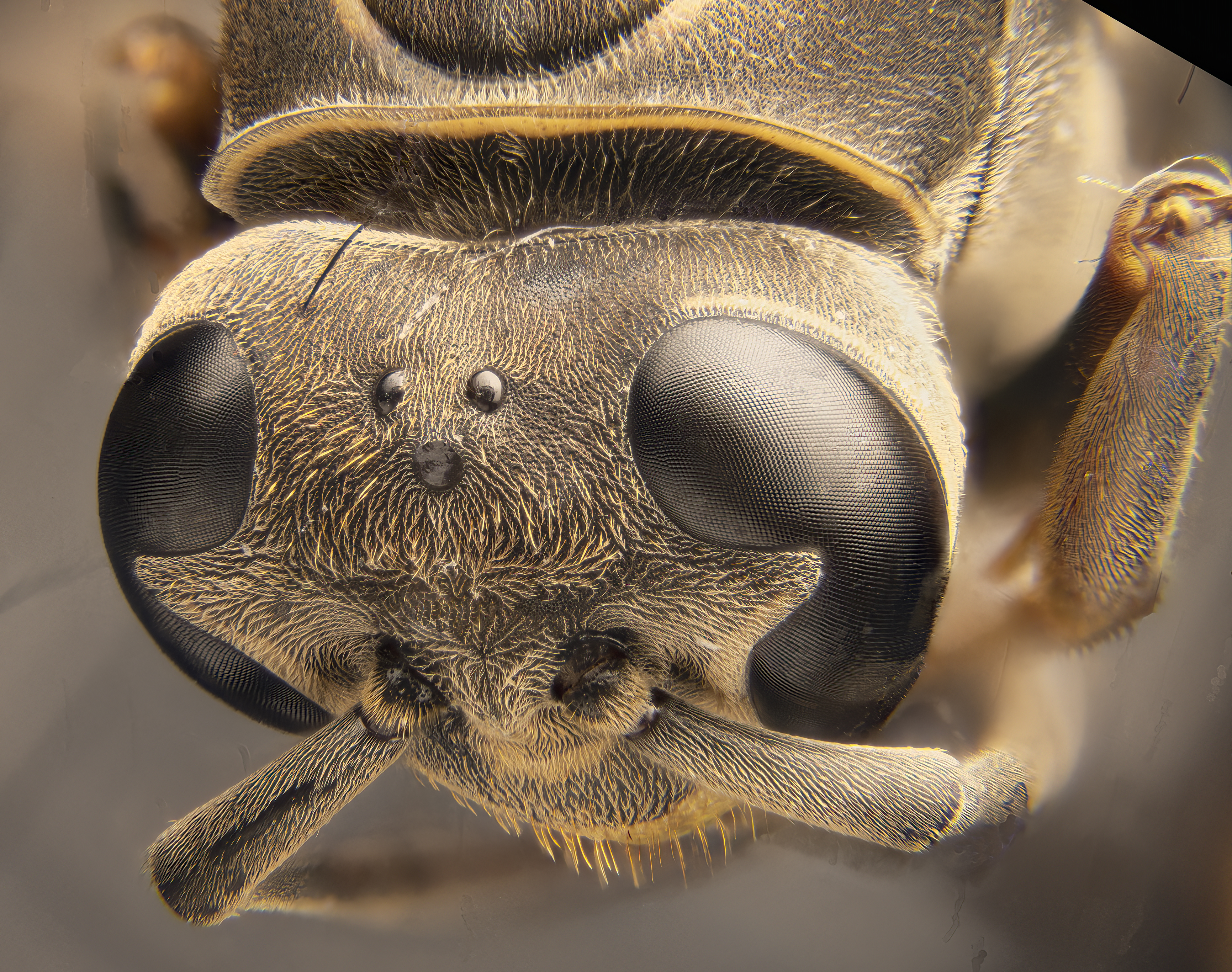
Cabeza de avispa

## Ecología
La mayor parte de ellas son solitarias mientras que unas pocas son eusociales, como por ejemplo Polistes fuscatus, Vespa orientalis y Vespula germanica.

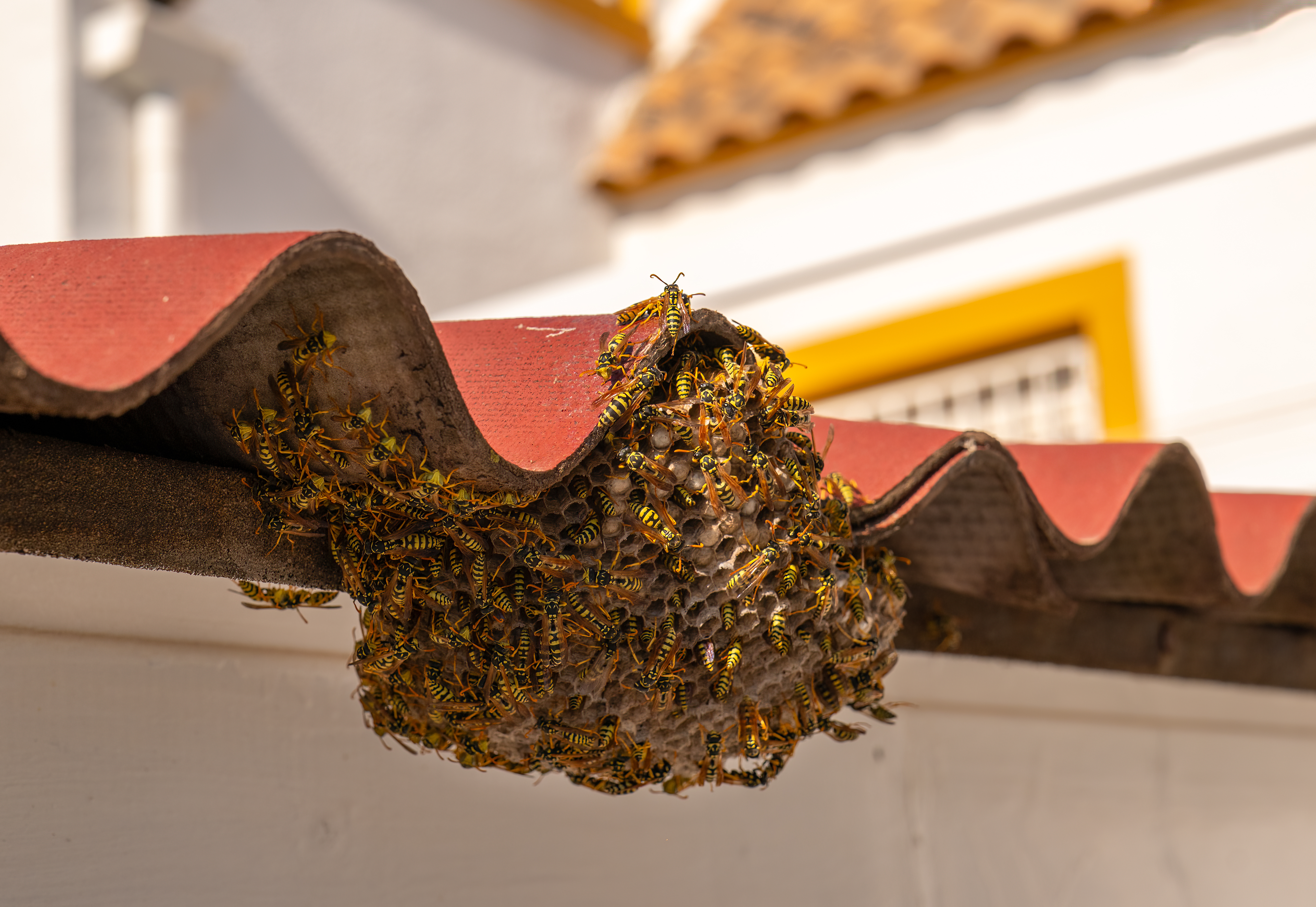
Avispero en un tejado

Este término hace referencia al mayor nivel de organización que puede poseer una sociedad animal. Sus características más importantes son el cuidado de las crías (propias o de otros individuos), la coexistencia en un mismo nido de varias generaciones juntas y una división del trabajo entre una casta reproductora y una no reproductora (obreras). La eusocialidad está favorecida por el inusual sistema de reproducción haplodiploide donde el sexo queda determinado según o no la fecundación de los huevos en los Himenópteros.

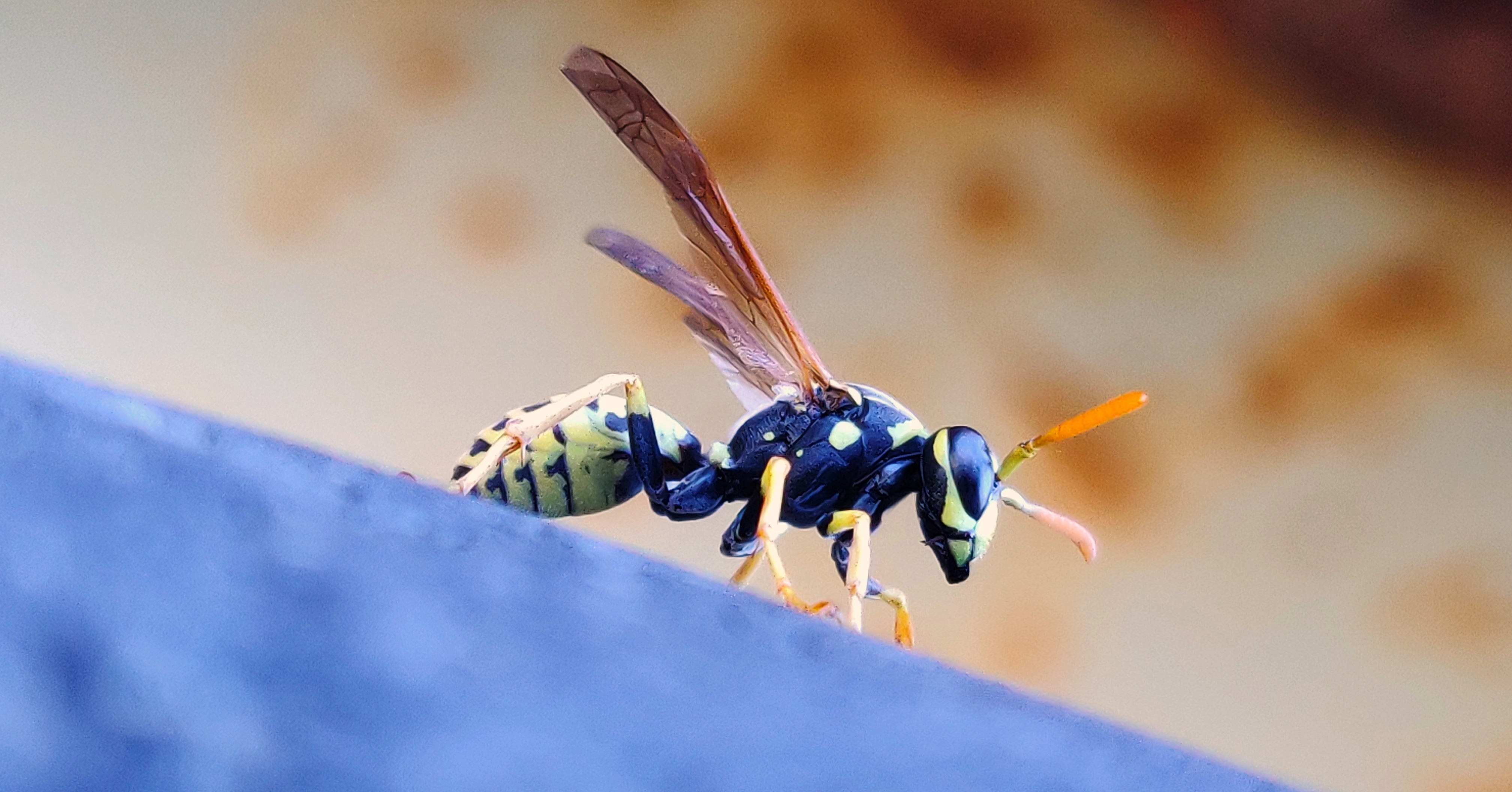
Vespula germanica

En las especies solitarias cada hembra adulta vive y se reproduce independientemente. Algunas de las avispas solitarias son parasitoides, es decir parasitan a varias especies de animales, sobre todo artrópodos. Muchas de ellas son consideradas beneficiosas para los humanos, ya que sirven de control de plagas en especies agrícolas y de horticultura. Unas pocas especies de avispa no son bienvenidas, ya que atacan a otros insectos beneficiosos.

## Aspectos sociales

### Avispas sociales

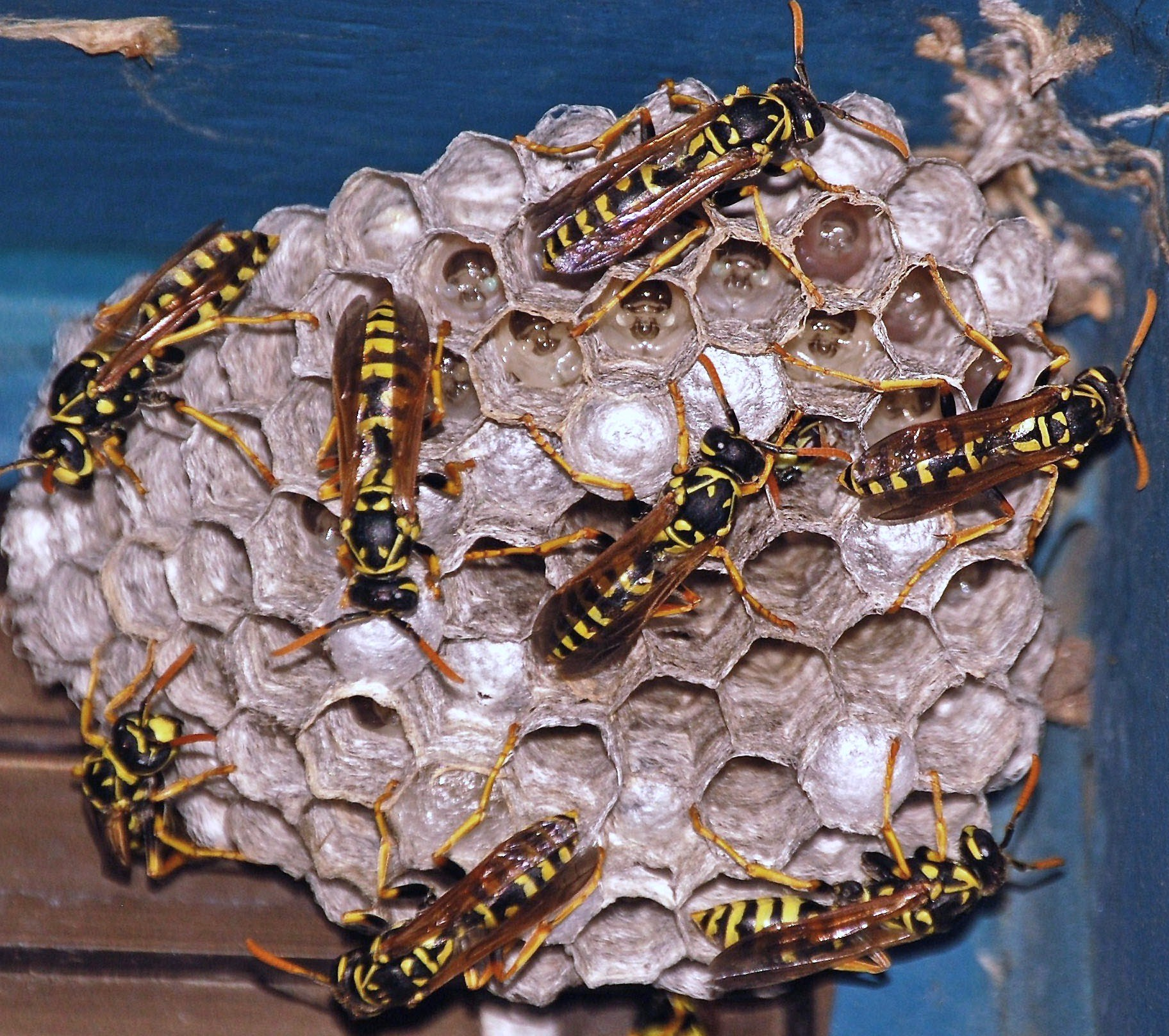
Avispas sociales construyendo un nido de papel.

De las docenas de familias de avispas existentes, sólo la familia Vespidae contiene especies sociales, principalmente en las subfamilias Vespinae y Polistinae. Con sus potentes aguijones y su llamativa coloración de advertencia, a menudo en negro y amarillo, las avispas sociales son modelos frecuentes para el mimetismo batesiano de insectos que no pican, y ellas mismas participan en el mimetismo mülleriano mutuamente beneficioso de otros insectos desagradables, incluidas las abejas y otras avispas. Todas las especies de avispas sociales construyen sus nidos utilizando alguna forma de fibra vegetal (principalmente pulpa de madera) como material principal, aunque puede complementarse con barro, secreciones vegetales (por ejemplo, resina) y secreciones de las propias avispas; se construyen múltiples celdas de cría fibrosas, dispuestas en forma de panal y a menudo rodeadas por una envoltura protectora más grande. Las fibras se recogen de la madera erosionada, se ablandan masticándolas y mezclándolas con saliva. La ubicación de los nidos varía de un grupo a otro; avispas amarillas como Dolichovespula media y D. sylvestris prefieren anidar en árboles y arbustos;  Protopolybia exigua anida en el envés de hojas y ramas; Polistes erythrocephalus elige lugares cercanos a fuentes de agua.
A otras avispas, como Agelaia multipicta y Vespula germanica, les gusta anidar en cavidades que incluyen agujeros en el suelo, espacios bajo las casas, cavidades en las paredes o en desvanes. Mientras que la mayoría de las especies de avispas tienen nidos con múltiples panales, algunas especies, como Apoica flavissima', sólo tienen un panal.  La duración del ciclo reproductivo depende de la latitud; Polistes erythrocephalus, por ejemplo, tiene un ciclo mucho más largo (hasta 3 meses más) en las regiones templadas.

### Avispas solitarias

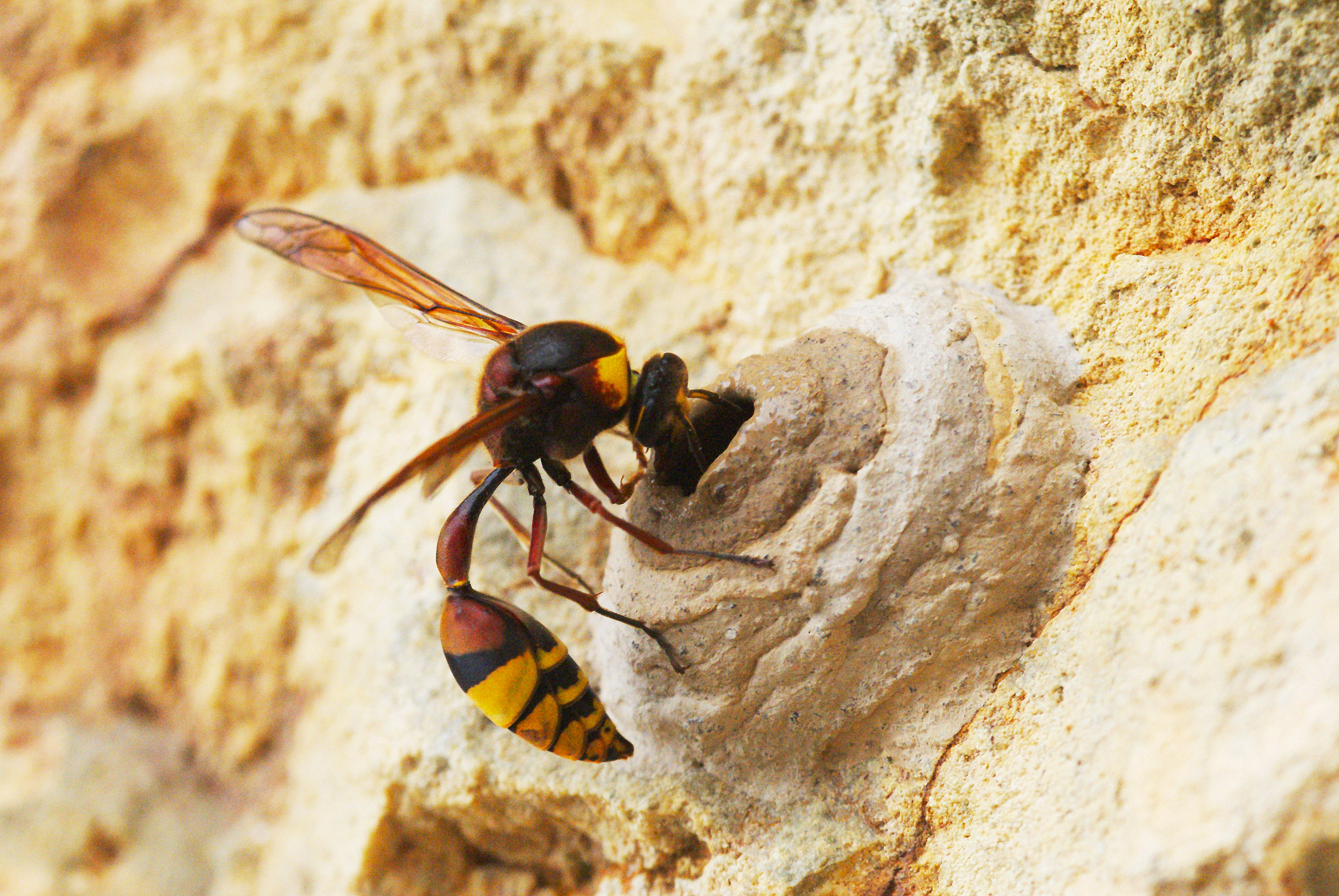
Avispa ceramista construyendo nido de barro, Francia. El último anillo de barro aún está húmedo.

La gran mayoría de las especies de avispas son insectos solitarios. Tras aparearse, la hembra adulta busca comida sola y, si construye un nido, lo hace en beneficio de su propia descendencia. Algunas avispas solitarias anidan en pequeños grupos junto a otras de su especie, pero cada una se ocupa del cuidado de sus propias crías (excepto en acciones como robar las presas de otras avispas o poner en los nidos de otras avispas). Hay algunas especies de avispas solitarias que construyen nidos comunales, en los que cada insecto tiene su propia celda y proporciona alimento a sus propias crías, pero estas avispas no adoptan la división del trabajo ni las complejas pautas de comportamiento que adoptan las especies eusocial .
Las avispas solitarias adultas dedican la mayor parte de su tiempo a preparar sus nidos y a buscar alimento para sus crías, principalmente insectos o arañas. Sus hábitos de nidificación son más diversos que los de las avispas sociales. Muchas especies excavan madrigueras en el suelo. Mud daubers y avispas del pólen construyen celdas de barro en lugares resguardados. Las avispa ceramistas construyen nidos similares a jarrones de barro, a menudo con múltiples celdas, pegados a las ramitas de los árboles o contra las paredes.
Las especies de avispas depredadoras normalmente someten a sus presas picándolas y, a continuación, depositan sus huevos sobre ellas, dejándolas en su lugar, o las llevan de vuelta a su nido, donde pueden depositar un huevo sobre la presa y sellar el nido, o depositar varias presas más pequeñas para alimentar a una sola larva en desarrollo. Aparte de proporcionar alimento a sus crías, no reciben más cuidados maternos. Los miembros de la familia Chrysididae, las avispas cuco, son Cleptoparásitos y ponen sus huevos en los nidos de especies hospedadoras no relacionadas.

## Picadura
La picadura de la avispa se produce por la introducción del aguijón, que está formado por tres elementos articulares, un estilete y dos lancetas entre las que se encierra el conducto del veneno. Las lancetas tienen como fin aumentar el tamaño de la herida con movimientos repetitivos permitiendo que el veneno fluya con mayor facilidad. El aguijón va conectado a una vesícula localizada en la parte posterior del abdomen del animal y que contiene el veneno.

### Dolor
El índice de Schmidt de dolor por picadura nos muestra el relativo dolor causado y el tiempo que persiste el efecto del veneno producido por la picadura de himenópteros.
|                | Duración del efecto (min)       |                                                        | | |                       |                 |
| Grado de dolor | 0.5                             | 2                                                      | 5 | 10 | 30                    | >60             |
| 1              |                                 | Mayoría de abejas pequeñas Avispa del papel occidental | | |                       |                 |
| 2              | Avispas mason de cuatro dientes | Abeja excavadora                                       | Avispón calvo Avispa de la miel mexicana Avispa girasol Abejorro sonorense Avispa de papel septentrional | Avispón asiático gigante Chaquetas amarillas Abeja de la miel asiática Abejas de la miel occidentales Abejas de la miel gigantes |                       |                 |
| 3              | Avispa de papel metricus        |                                                        | Avispa roja de papel                                                                                     | | Hormiga de terciopelo |                 |
| 4              |                                 |                                                        | Halcón de la tarántula                                                                                   | |                       | Avispa guerrera |

Tabla 1. Índice de dolor de Schmidt

## Veneno y composición

### Diferencias entre los venenos de abejas, avispas y avispones
La composición exacta del veneno de avispas y avispones no se conoce tan bien como el de las abejas, aunque se tiene un conocimiento importante.
A diferencia del veneno de las picaduras de abejas, que tiene una componente mayoritaria ácida, en las avispas y avispones es básico.
Otra característica única de las avispas y avispones sociales es que el veneno contiene una feromona que llama la atención de otros individuos de la misma especie y les anima a picar de nuevo a la víctima. Las abejas vuelan en enjambres y atacan de esta forma, mientras que las avispas lo hacen de manera individual, aunque estas pueden clavar el aguijón más de una vez y siempre hay otros individuos cercanos para ayudar.
| Estructura          | Familia Apidae                                           | Familia Vespidae                                     | Familia Vespidae                                     |
| Estructura          |                                                          | Género Véspula                                       | Género Polistes                                      |
| Aminas vasoactivas  | Histamina Dopamina Noradrenalina Acetilcolina Serotonina | Histamina Dopamina Noradrenalina Serotonina          | Histamina Dopamina Noradrenalina                     |
| Péptidos            | Apamina Proteasas Melitina                               | Quininas Proteasas Mastoparan                        | Quininas Proteasas Mastoparan                        |
| Enzimas alergénicos | Hialuronidasa Fosfolipasa A2 Fosfatasa ácida             | Hialuronidasa Fosfolipasa A Fosfolipasa B Antígeno 5 | Hialuronidasa Fosfolipasa A Fosfolipasa B Antígeno 5 |

Tabla 2. Diferencias entre los componentes de veneno entre himenópteros (familias Apidae y Vespidae)

### Composición del veneno de avispa

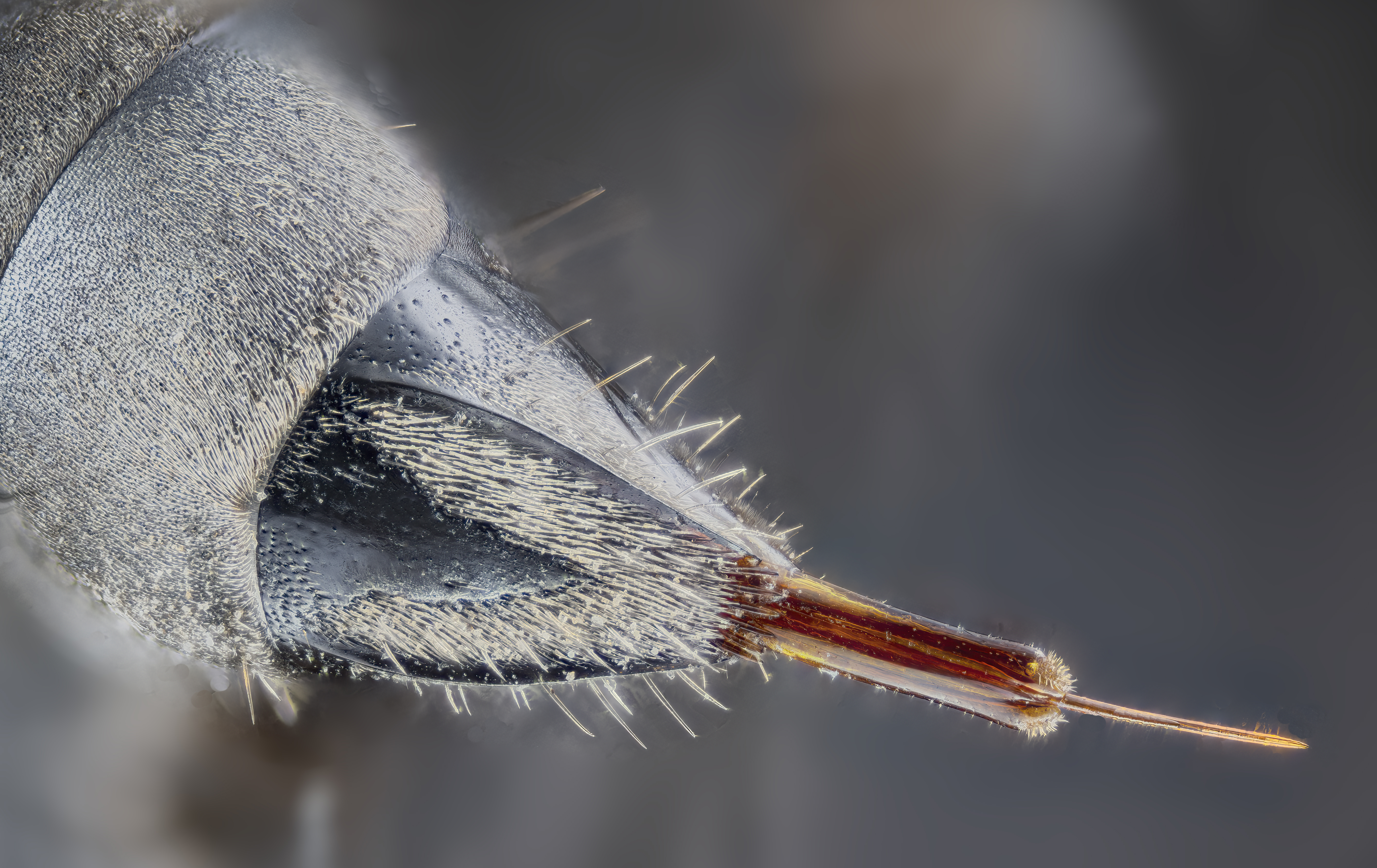
Aguijón de una avispa.

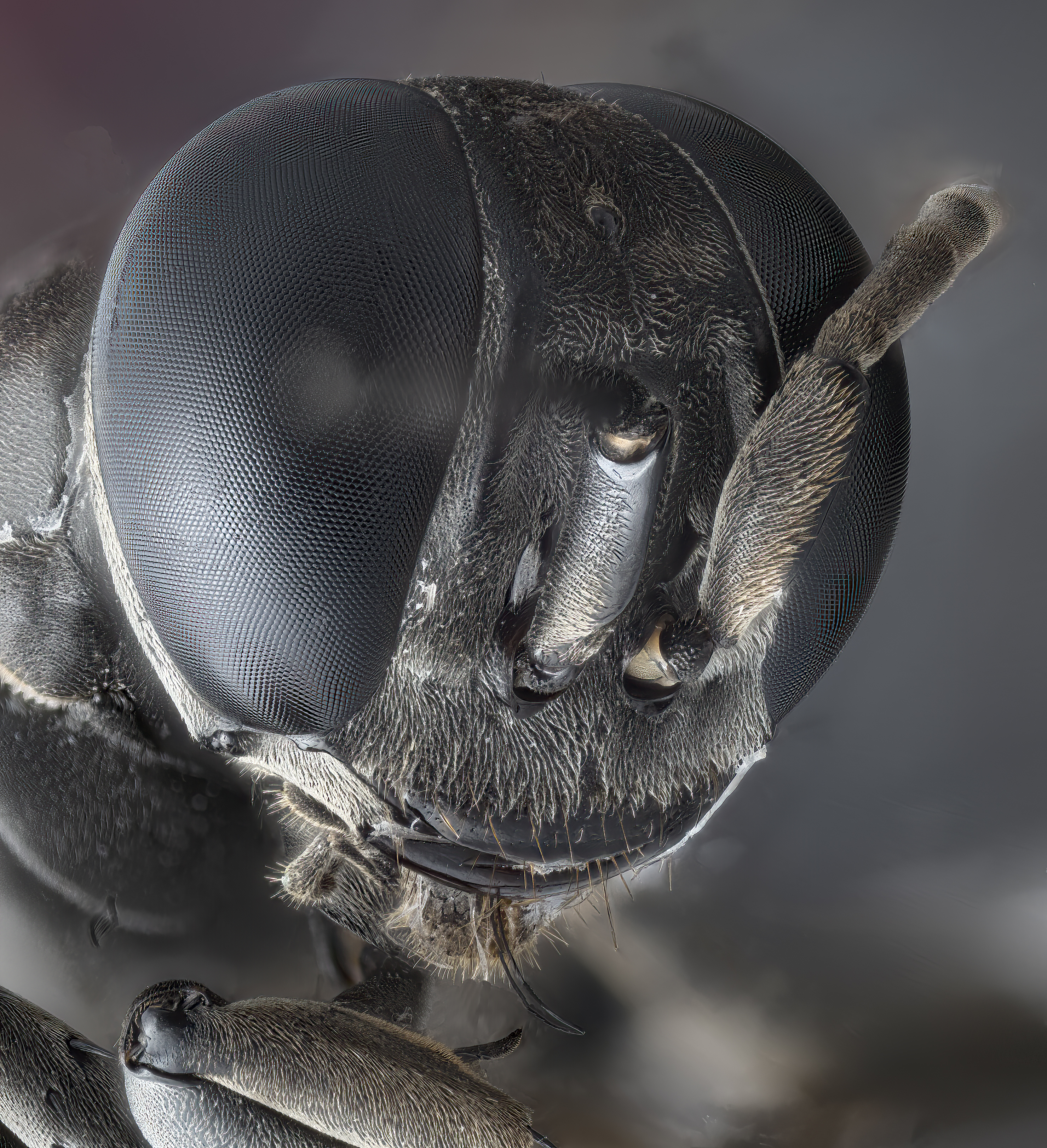
Cabeza de Avispa, detalles.

El veneno de las avispas contiene una mezcla de sustancias que afecta fuertemente a las terminaciones nerviosas y causa una rápida respuesta inmune del cuerpo. A continuación se encuentran los principales componentes.

#### Péptidos
- Mastoparan: péptido que induce a potenciar la permeabilidad de las mitocondrias, lo que afecta al correcto funcionamiento de la célula. El efecto depende del tipo de célula que sea afectada. De esta manera es el causante de la secreción de histamina de los mastocitos, serotonina de las plaquetas, catecolaminas de las células de cromafina, y prolactina de la glándula pituitaria anterior. Por lo tanto, las funciones biológicas claves han sido descritas para este péptido, incluyendo la actividad microbiótica, incrementando la salida de histamina de los mastocitos, actividad hemolítica, permeabilidad de las mitocondrias y citotoxicidad de células tumorales.[12]
- Bradiquinina: péptido que causa vasodilatación y está relacionado con el mecanismo del dolor. En ciertos aspectos actúa de forma similar a la histamina.

#### Aminas
- Acetilcolina: un neurotransmisor involucrado en la conducción de los impulsos nerviosos. En altas concentraciones interrumpe el trabajo del tejido nervioso, bloqueando la transmisión de la excitación a través de las fibras nerviosas.
- Histamina: el catalizador principal de la inflamación y las reacciones alérgicas. Su acción puede derivar en una gran variedad de manifestaciones como picor e inflamación en el sitio de la picadura, urticaria y fiebre en personas especialmente sensibles, y en casos menos comunes shock anafiláctico y edema de Quincke.[13]

#### Enzimas
- Fosfolipasas: enzimas especiales, cuya tarea es destruir la membrana celular de fosfolípidos, lo que deriva en la liberación de los contenidos de la célula en los tejidos circundantes y provoca un proceso inflamatorio. Esto provoca dolor en el lugar de la picadura, que se siente mientras dura la inflamación. Además, las fosfolipasas contribuyen a la destrucción de la pared celular de los mastocitos, lo cual causa la liberación a la sangre de cantidades adicionales de histamina que intensifican la reacción alérgica.
- Hialuronidasa: Destruye el colágeno (fibras de colágeno) una toxina cuya acción es similar a los efectos de las fosfolipasas.

#### Otros
El veneno también contiene un factor hiperglucémico, que contribuye al aumento de los niveles de azúcar en sangre.
En los avispones, el veneno contiene también toxinas específicas de los mastoparanes, las cuales tienen un poderoso efecto destructivo sobre las células.

## Aplicaciones del veneno
Las propiedades de estos venenos están siendo estudiadas con el objetivo de diseñar y desarrollar nuevas drogas terapéuticas. El mastoparan, uno de los péptidos principales que conforman el veneno de las avispas, ha demostrado tener varias aplicaciones en medicina.
El Mastoparan solo o en combinación con otros antibióticos podría ser una alternativa para combatir múltiples bacterias resistentes a antibióticos en prácticas clínicas (se ha demostrado la actividad in vitro del mastoparan-AF solo y en combinación con antibióticos usado contra múltiples cepas de Escherichia coli resistentes a antibióticos aisladas de animales)
También puede tener utilidad antiviral, pues un estudio reciente hecho in vitro ha demostrado que un derivado del mastoparan presenta actividad antiviral de amplio espectro contra cinco familias de virus con envoltura por medio de la alteración de la estructura de su envoltura lipídica.
El mastoparan llega a la membrana mitocondrial y causa un aumento de la permeabilidad de la mitocondria para regular la citotoxicidad de células tumorales. Varios estudios han demostrado la actividad antitumoral del Mastoparan y sus análogos in vitro, por lo que también podría ser utilizado en la lucha contra el cáncer.

## Sintomatología
En el momento de la picadura, el efecto del veneno introducido bajo la piel causa un dolor intenso, y casi inmediatamente deriva en la aparición de un pequeño edema blanquecino en el lugar de la picadura. Unos minutos después la picadura se inflama más, puede volverse roja, se endurece y una sensación de fuerte picor aparece en la piel en el área. En ese momento los primeros síntomas de alergia pueden aparecer.
Los siguientes son los síntomas de una picadura de avispa en diferentes partes del cuerpo. (Los síntomas marcados con un asterisco * se originan de la reacción alérgica provocada por el veneno, no de la acción en sí mismo del veneno).
- Ojos, orejas, nariz y garganta: hinchazón de la garganta, labios y boca*
- Estómago e intestino: calambres abdominales, diarrea, náuseas y vómitos
- Corazón y vasos sanguíneos: descenso severo en la presión de la sangre, colapso*
- Pulmones: dificultad para respirar*
- Piel: urticaria*, escozor, inflamación y dolor en el lugar de la picadura

La consecuencia más grave de una picadura de avispa es el shock anafiláctico, un grado extremo de reacción alérgica. Ocurre raras veces y solamente en personas que son hipersensibles al veneno de Hymenoptera, pero este shock anafiláctico es la causa de que haya muertes por picaduras de avispas y avispones. Esta reacción se desarrolla muy rápido, literalmente unos minutos después de la picadura, y a veces el herido ni siquiera tiene tiempo de ser llevado a un hospital.

### Tipos de reacciones

#### Locales
Son las más frecuentes y están en relación con los efectos locales de las proteínas y aminas localizadas en los venenos de los himenópteros. De ellas, es fundamental la acción de la histamina, que origina vasodilatación y edema.
La sintomatología, producida por la reacción local a la picadura de himenóptero, se caracteriza por dolor intenso en la zona de la picadura con formación de una máculo-pápula de unos 2 cm, que suele ir cediendo en unas horas.
Las llamadas reacciones locales aumentadas presentan una reacción inflamatoria mayor de 10 cm e incluso de toda una extremidad y la sintomatología persiste durante más de veinticuatro horas. Este tipo de reacciones no provocan, sin embargo, un mayor riesgo de reacciones sistémicas ante nuevas picaduras.
Especial referencia debe hacerse a las picaduras localizadas en la zona del cuello o faringe (p. ej., al tragar una avispa), dado que el edema local puede llegar a originar compromiso obstructivo de la vía respiratoria sin que se trate de una reacción anafiláctica. Asimismo, las picaduras en la zona ocular pueden originar queratopatía bullosa, opacidades corneales, cataratas, etc.

#### Sistémicas
- Tóxicas (picaduras múltiples):

Se trata de reacciones generalizadas no inmunológicas originadas por la gran cantidad de veneno inoculado (picaduras múltiples por el ataque de un enjambre o colmena); no requieren por tanto sensibilización previa.
- Clínicas:

En función de la cantidad liberada al torrente circulatorio de aminas biógenas (adrenalina, noradrenalina, serotonina, acetilcolina) y fundamentalmente de la inoculación de cantidades significativas de histamina.
- Sintomatológicas:

Es similar a la reacción anafiláctica, pero suele presentar algunos síntomas característicos y un mayor predominio de síntomas gastrointestinales.
Así se puede encontrar:
- Cefalea, fiebre, espasmos musculares y convulsiones.
- Vómitos y diarrea.
- Edema y urticaria generalizada.
- Finalmente si la reacción es intensa: depresión cardíaca, arritmias, hipotensión, fallo renal, shock y muerte.
- El grado y la intensidad del cuadro clínico va a depender del número total de picaduras (se considera muy peligrosas más de 20-30) y del estado previo del paciente (edad, cardiopatía previa, etc.).